# 殺人者的難堪
《殺人者的難堪》（：／），為Netflix於2024年2月9日上线公開的原创韩国剧集，改編自CCOMABE作家創作的同名網路漫畫，是關於「罪與罰」的題材內容，劇情講述一個偶然開始殺人的平凡男人和一個追捕他的刑警的故事。由《他人即地獄》的李昌熙導演執導，新作編劇金多明作家執筆。

## 演員陣容

### 主要人物
| 演員                    | 角色   | 介紹                                                               |
| 崔宇植                  | 怡蕩   | 在偶然的第一次殺人之後，發現自己具有鑑別惡人的能力的平凡的大學生。 |
| 孫錫求 （少年：姜智錫） | 張難勘 | 追捕怡蕩殺人案的刑警。以動物的直覺和本能徘徊在怡蕩周圍，形成對立。 |
| 李熙俊                  | 宋村   | 前任刑警，是一個獨自追蹤怡蕩行蹤的人物。                           |

### 其他人物
| 演員   | 角色          | 介紹                                                                                     |
| 金耀漢 | 罗宾          | 駭客，怡蕩杀人后协助其善后的人物。                                                       |
| 李中玉 | 姜尙默        | 被性侵自杀的高中女生的父亲，在罗宾的帮助下欲向导致女儿死亡的加害人寻仇。                   |
| 權多咸 | 安勇才        | 重案组刑警，张难堪的搭档。                                                               |
| 玄奉植 | 朴忠鎮        | 重案组刑警，张难堪的同事。                                                               |
| 趙賢宇 | 金明振/呂夫日 | 便利商店客人，十数年前的连环杀人案嫌疑人。                                               |
| 鄭伊瑞 | 宣如玉        | 怡蕩杀害吕夫日的目击者，并以此要挟怡荡，半盲人。                                         |
| 徐載權 | 姜在俊        | 在巷子勒索怡蕩，曾與李真成一同性侵高中女生。                                             |
| 白流星 | 李真成        | 在巷子勒索怡蕩，曾與姜在俊一同性侵高中女生。                                             |
| 朱仁英 |               | 姜在俊的媽媽。                                                                           |
| 盧載沅 | 河尚敏        | 崔京我的小学同学，谎称与女友分手和裸聊被威胁以接近崔京我。                               |
| 韓智安 | 刑智秀        | 家族(富延)建设会长的孙女，因大声喧哗而被宋村杀害。                                       |
| 林世柱 | 崔京我        | 原名崔仁善(喵喵女)，因性爱影片被散布至网络因而整容并加改名，到釜山开始新的生活。         |
| 李紹媛 | 姜妍書        | 被性侵而自杀的高中女生。                                                                 |
| 崔善宇 | 京煥          | 怡蕩同學兼好友，两人在高中时期一同遭遇校园霸凌。                                         |
| 文永东 | 李光勋        | 便利店客人，被吕夫日杀害。                                                               |
| 李柱元 | 张甲洙        | 张难堪的父亲，曾经是一名警察，植物人状态多年；實為走私毒品的黑警。                       |
| 杨末福 | 申正熙        | 张难堪的的母亲。                                                                         |
| 吴惠媛 | 李宥晶        | 罪犯侧写专家，参与因连续发生呂夫日、宣如玉被害案件成立特别调查组，但四个月期间一无所获。 |
| 朴京根 |               | 刑事科长。                                                                               |
| 南振福 | 池景培        | 檢察官。                                                                                 |
| 李智勋 | 文明俊        | 新任刑事科长。                                                                           |
| 金敏珠 | 李英          | 怡蕩的姐姐。                                                                             |
| 吴敏爱 |               | 怡蕩的母亲。                                                                             |
| 许善行 |               | 怡蕩的父亲。                                                                             |
| 張雋煇 |               | 重案一组组长                                                                             |
| 朴智汉 | 鄭康孝        | 便利商店店长。                                                                           |
| 鄭會麟 | 鄭恩尚        | 便利商店日间兼职生。                                                                     |
| 吴宇里 | 美英          | 怡蕩、京焕的好友。                                                                       |
| 金锦顺 |               | 李光勋的夫人。                                                                           |
| 张善   |               | 宣如玉的表姐，儿时被宣如玉用开水烫伤。                                                   |
| 金熙昌 |               | 姜妍书的叔叔。                                                                           |
| 杰辉   |               | 家族(富延)建设秘书。                                                                     |
| 承义烈 | 刑正國        | 家族(富延)建设会长，刑智秀的爷爷。                                                       |
| 申美英 | 黄大婶        | 警察局食堂员工，在不知情的情况下帮助张甲洙走私毒品。                                     |

## 争议
韩国媒体报道，剧中家族建设会长刑正国的人物设定形似共同民主党现任党代表李在明在网路引发热烈讨论，部分观众认为刑正国不仅外形与李在明相似，其在拘留所吃寿司的场面让人想起李在明的夫人用法人卡结算寿司的疑惑，而该剧的原作漫画中并没有被关押的刑正国在接见时吃寿司的情节；刑正国的囚犯编号4421也与李在明相关案件大壮洞开发事业施工方获得的4421亿韩元收益一致。部分网友反驳前述意见，认为过于巧合。Netflix否认剧中该情节与特定人物相关。

## 反响
该剧于2024年2月9日上线后四周分别位列Netflix当周非英语类电视节目全球Top 10排行榜第2位（2月5日至2月11日）、第1位（2月12日至2月18日）、第4位（2月19日至2月25日）、第8位（2月26日至3月3日），上线当周进入韩国、玻利维亚、印度、卡塔尔、香港、新加坡、越南等19个国家和地区的Top 10榜单。

## 奖项荣誉
| 年份   | 颁奖礼             | 奖项                    | 入围者           | 结果 | 参考          |
| ------ | ------------------ | ----------------------- | ---------------- | ---- | ------------- |
| 2024年 | 第60屆百想藝術大獎 | 導演賞                  | 李昌熙           | 提名 |               |
| 2024年 | 第60屆百想藝術大獎 | 男子配角賞              | 李熙俊           | 提名 |               |
| 2024年 | 第60屆百想藝術大獎 | 男子新人演技賞          | 金耀漢           | 提名 |               |
| 2024年 | 第3屆青龍系列大獎  | 電視劇部門 最優秀作品獎 | 《殺人者的難堪》 | 提名 |               |
| 2024年 | 第3屆青龍系列大獎  | 電視劇部門 男主角獎     | 崔宇植           | 提名 |               |
| 2024年 | 第3屆青龍系列大獎  | 電視劇部門 男配角獎     | 李熙俊           | 提名 |               |
| 2024年 | 2024亚洲内容大奖   | 最佳创意                | 《杀人者的难堪》 | 提名 |               |
| 2024年 | 2024亚洲内容大奖   | 最佳男主角              | 崔宇植           | 提名 |               |
| 2024年 | 2024亚洲内容大奖   | 最佳男配角              | 李熙俊           | 提名 |               |
| 2024年 | 2024亚洲内容大奖   | 最佳新人男演员          | 金耀汉           | 獲獎 |               |
| 2025年 | 第23届导演选择奖   | 最佳导演                | 李昌熙           | 獲獎 | [ 14 ] [ 15 ] |
| 2025年 | 第23届导演选择奖   | 最佳男演员              | 李熙俊           | 獲獎 | [ 14 ] [ 15 ] |
| 2025年 | 第23届导演选择奖   | 最佳男演员              | 崔宇植           | 提名 | [ 14 ] [ 15 ] |
| 2025年 | 第23届导演选择奖   | 最佳新晋女演员          | 鄭伊瑞           | 提名 | [ 14 ] [ 15 ] |
| 2025年 | 第23届导演选择奖   | 最佳新晋男演员          | 金耀汉           | 獲獎 | [ 14 ] [ 15 ] |
| 2025年 | 第23届导演选择奖   | 最佳新晋男演员          | 玄奉植           | 提名 | [ 14 ] [ 15 ] |

## 外部連結
- 在Netflix上觀看《殺人者的難堪》
- Daum上《殺人者的難堪》的資料
- 豆瓣电影上《殺人者的難堪》的資料 （简体中文）
- 《殺人者的難堪》在HanCinema的页面（英文）
- 互联网电影数据库（IMDb）上《殺人者的難堪》的资料（英文）